# Pandemia de gripe de 1918 en Chile
La pandemia de gripe H1N1, conocida como la gripe española, tuvo sus primeros brotes a nivel mundial a inicios de 1918, y llegó a Chile en agosto de ese mismo año. Se estima que causó la muerte de entre 35 000 y 40 000 personas.

## Historia
En abril y mayo de 1918 comenzaron a aparecer los primeros casos de influenza en el país, cuestión usual por la cercanía del periodo invernal. Sin embargo, hacia agosto de ese año el aumento inusitado de pacientes y la gravedad de éstos dio luces de que se trataba de un caso diferente de gripe. Los primeros casos se dieron en las cercanías de la Vega Central, en la capital del país, Santiago, y de acuerdo a la prensa habría ingresado por el puerto de Valparaíso o desde Argentina.
Desde Santiago la enfermedad comenzó a expandirse a ciudades vecinas, alcanzando gran parte del país en octubre de 1918. De acuerdo al inspector sanitario, el doctor Manuel Camilo Vial, la rápida expansión se vio favorecida por las «lastimosas condiciones higiénicas» del país, lo cual afectó de mayor forma a los sectores socioeconómicos más vulnerables.
Las autoridades establecieron medidas como la higienización y clausura de espacios públicos y privados, y se valieron del Código Sanitario –promulgado en junio de 1918 y vigente desde enero de 1919– para aislar a ciertos pacientes, medidas que provocaron resistencia de parte de la ciudadanía. El ministro del Interior Pedro García de la Huerta, solicitó la inyección de 250 mil pesos al Congreso Nacional para habilitar camas en los hospitales y para la compra de diversos materiales para la desinfección.
Sin embargo, ello no impidió un rebrote de la pandemia en 1919, que habría sido generado por un reingreso del virus desde la provincia de Tacna, en ese entonces la frontera norte del país. La segunda ola de contagios fue mucho más mortífera que la del año anterior, causando 23 mil muertes durante 1919.

## Fallecimientos
La estimación oficial de la cantidad de fallecidos por la pandemia fue de 40 113 personas entre 1918 y 1921. Sin embargo, esta cifra puede considerarse bajo cierta reserva debido a que gran parte de las muertes por causa de la enfermedad (37 437) fueron registradas por testigos –incluyendo practicantes de medicina y funcionarios públicos–, mientras que una pequeña cantidad (2676) fue certificada por médicos. De acuerdo con otros estudios, la cantidad de muertos entre 1918 y 1920 fue de 35 000, con una tasa de mortalidad de 11 fallecidos por cada 1000 habitantes.
| Año                                                   | Muertes |
| ----------------------------------------------------- | ------- |
| 1918                                                  | 6026    |
| 1919                                                  | 23 789  |
| 1920                                                  | 6298    |
| 1921                                                  | 7228    |
| Fuente: Anuario Estadístico de la República de Chile. |         |